# نادي غواراني (البرازيل)
نادي غواراني لكرة القدم  (بالبرتغالية: Guarani Futebol Clube‏) وهو نادي كرة قدم برازيلي يتواجد في مدينة كامبيناس في ولاية ساوباولو في البرازيل، تأسس في سنة 1911، ولديه شعبية كبيرة عند السكان الأصليين للبرازيل، ويسموه مشجعوه بورجينوز، يلعب حالياً هذا النادي في دوري الدرجة الثالثة، وملعبه الرئيسي هو ستاد برينكو دي آورو في مدينة كامبيناس ويسع ل29 ألف متفرج.

## وصلات خارجية
- Guarani Futebol Clube - official site
- Planeta Guarani
- Plantão do Bugre
- Jogos e fichas técnicas